# Ocyllus binotatus
Ocyllus binotatus är en spindelart som beskrevs av Tamerlan Thorell 1887. Ocyllus binotatus ingår i släktet Ocyllus och familjen krabbspindlar.
Artens utbredningsområde är Myanmar. Inga underarter finns listade i Catalogue of Life.